# 57 Mnemosyne
57 Mnemosyne /nɪˈmɒsɪniː/ (định danh hành tinh vi hình: 57 Mnemosyne) là một tiểu hành tinh lớn ở vành đai chính. Nó là tiểu hành tinh kiểu S do Karl T. R. Luther phát hiện ngày 22 tháng 9 năm 1859. Tên của nó được đặt bởi Martin Hoek, giám đốc Đài thiên văn Utrecht và được đặt theo tên Mnemosyne, một nữ thần nhóm Titan trong thần thoại Hy Lạp. Chu kỳ quỹ đạo của tiểu hành tinh này gần với tỷ lệ tương đương 2:1 với Sao Mộc, điều này rất hữu ích cho các phép đo nhiễu loạn để tính khối lượng của hành tinh.
Các phép trắc quang được thực hiện tại Đài quan sát Oakley trong năm 2006 đã tạo ra một đường cong ánh sáng với chu kỳ quay là 12,06±0,03 giờ và độ lớn biên độ 0,14±0,01. Nó có khoảng cách ước tính là 113,01±4,46 km và khối lượng (1,26±0,24)×1019 kg.